# Stadsplanering i Finland

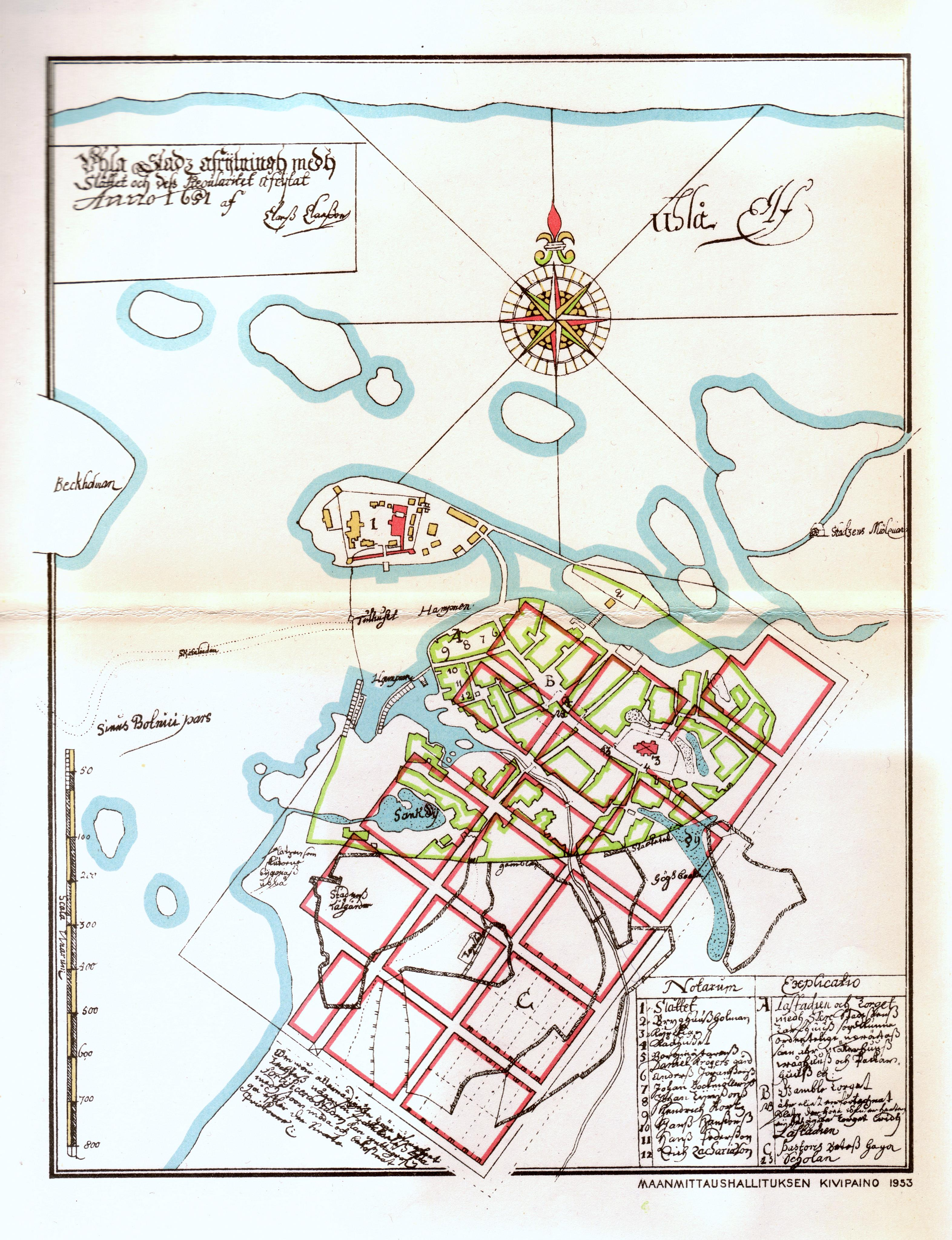
Stadsplan för Uleåborg av Claes Claesson (1651).

Stadsplanering i Finland inleddes i början av 1600-talet, då överhetens strävan att utveckla stadsinstitutionen gav upphov till de första egentliga stadsplanerna för Finlands nya och gamla städer.

## De äldsta stadsplanerna
Olof Bure uppgjorde för de nya städerna Nykarleby (1617), Gamlakarleby (1620) och Torneå (1620) de första rutstadsplanerna med tendens till regelbundet gatumönster. Per Brahe åter lät utföra de första geometriskt regelbundna stadsplanerna med räta gator som en fortsättning på renässansperiodens stadsideal. Anders Torstensson på 1630-talet och Claes Claesson något senare var de mest produktiva stadsplanerarna.
Samtliga städer utom Borgå och Ekenäs fick sina regleringsplaner, vilket vanligtvis ledde till svåra konflikter med borgerskapet, eftersom den existerande bebyggelsen i städerna föreslogs totalt förnyad. Stadsplanen för Björneborg (1642) av Torstensson var ett typiskt uttryck för bemödandena att skapa slutna gatuvyer, räta gator och ett centralt torg med goda förbindelser till hamnen. Tullstängslet kring staden markerade tydligt gränsen mellan stad och landsbygd. Efter stora ofreden tillkom planen för Fredrikshamn. Den var uppgjord enligt fortifikationstekniska principer och fick formen av en befäst åttkantig stad, där åtta gator löpte mot centrum sammanbundna av två oktogonala ringgator; en så kallad oktogonal radialstad. Den hör till de få planer för radialstäder enligt norditalienska teoretiska förebilder, som realiserats i Europa. Arkitekten är förmodligen fortifikationsofficeraren Axel Löwen. Augustin Ehrensvärds stadsplan för Lovisa (1747) introducerade motiv, som var typiska för den kontinentala barockperioden, som halvcirkelformade platser, strålformigt uppdragna gator, symmetrisk gruppering av byggnader och liknande kring tänkta linjer (axiala kompositioner) och ett medvetet utnyttjande av månghörniga (polygonala) kvartersformer. Vidare kom Ehrensvärds planer för Helsingfors på 1750-talet och i synnerhet de långt realiserade planerna för Sveaborg från 1747 att få stor betydelse för byggnadskonsten i landet. I Stockholm uppgjorde Carl Johan Cronstedt flera barockplaner (bland annat för Kaskö), vilkas grandiosa uppläggningar inte motsvarade anspråkslösheten i bebyggelsen och ekonomiska resurser.
Under Gustav III:s tid skedde dels en utveckling mot klassicism i fråga om formen, dels en medveten teknisk förnyelse, som innebar att brandsäkerheten särskilt beaktades. Kuopio stadsplan från 1775 uppvisar ett strikt regelbundet rutmönster med cirka 15 meter breda gator, mot tidigare 10–12 meter. Dessutom introducerades inre brandgator i kvarteren. Parker med ståtliga axialkompositioner, som var utmärkande för klassicismen, finns bland annat i planen för Tavastehus av Axel Magnus von Arbin (1778) och för Gamla Vasa av Carl Fredrik Adelcrantz (1780-talet).

## 1800-talet

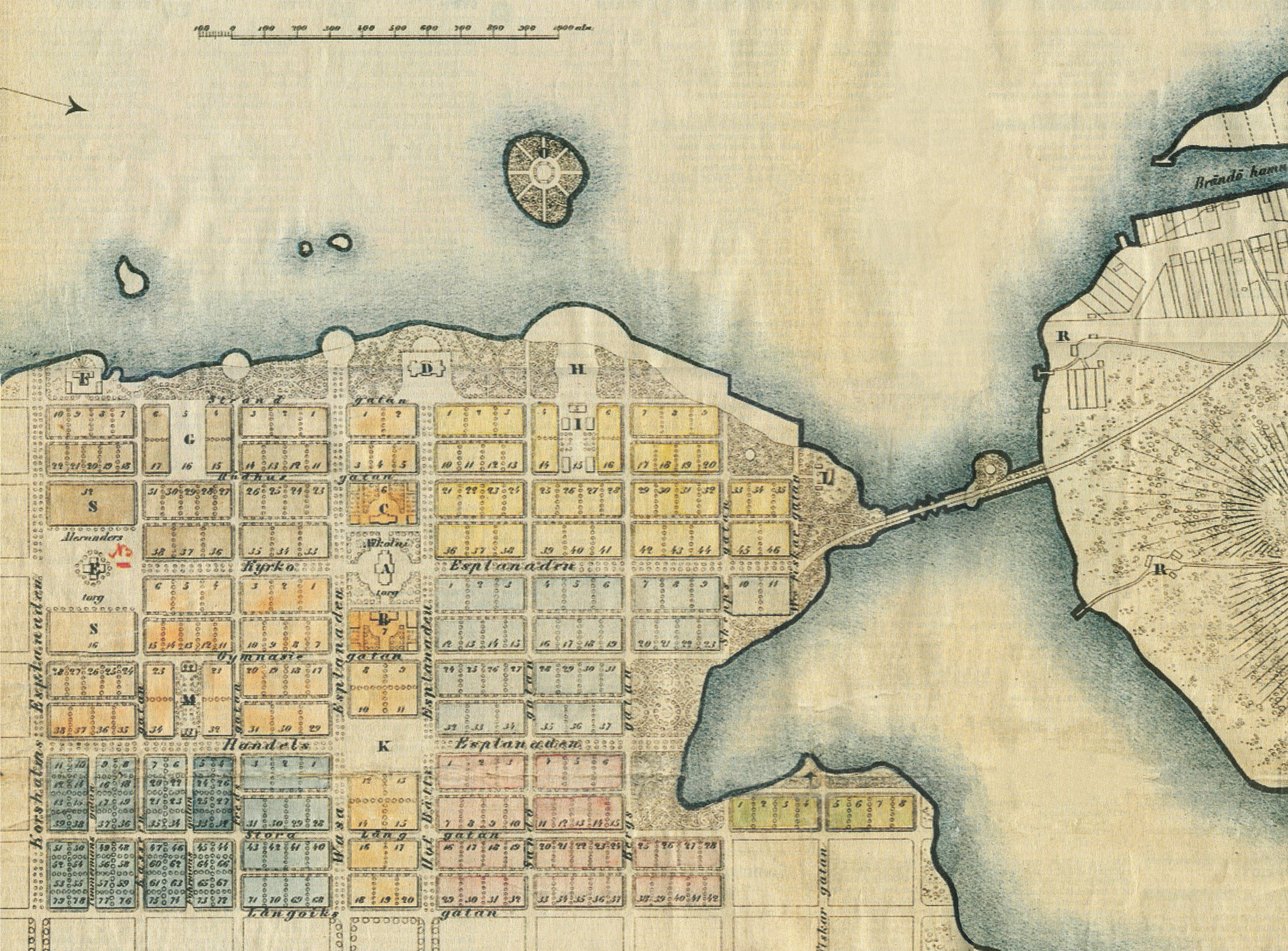
Carl Axel Setterbergs stadsplan för Vasa (1855).

Sedan Helsingfors upphöjts till huvudstad för storfurstendömet erhöll Johan Albrecht Ehrenström det dittills, näst planeringen av Sveaborg, viktigaste planeringsuppdraget i Finland. Ehrenström utarbetade 1812–1817 en plan, som dominerades av representationssynpunkter. Av den existerande, delvis nedbrunna staden bibehölls endast nuvarande Alexandersgatans sträckning. Området uppdelades i stadsdelar, åtskilda och framhävda av esplanadsystemet, som förband de medvetet utformade hamntorgen på vardera sidan av stadsudden. Planen förutsatte en systematisk uppdelning av bebyggelsen i sten- och trähuszoner, där gatubredden varierade betydligt beroende på gatans karaktär. I planen ingick en noggrant uttänkt gruppering av bebyggelsen i de olika stadsdelarna kring bostads- eller monumentaltorg samt för första gången en utförlig redovisning av de offentliga byggnadernas placering och stadsplanemässiga roll i miljön. Vid realiserandet av stadsplanen gav de privata och offentliga byggnaderna i nyklassisk skepnad, utformade av Carl Ludvig Engel och hans medarbetare, staden en enastående enhetlig prägel. I stadsplanen för Åbo efter den förödande branden drog Engel (1828) upp riktlinjerna för stadsplaneringen i Finland fram till industrialismens genombrott. Brandsäkerhet och monumentalitet var huvudmålsättningarna i denna plan, där bebyggelsen i kvarteren fick en inre gräns, där de offentliga byggnadernas placering noga studerades och där den sociala differentieringen betonades genom att tomtstorleken avtog mot periferin. Grönskan i gatubilden, enhetliga räckor av nyklassiska trähus och fritt stående offentliga byggnader, gav staden dess karaktär, som bestod till början av 1900-talet. Vid sidan av nyklassiska planer för nya städer (Jyväskylä, S:t Michel, Heinola och Joensuu) uppgjordes under Engels ledning även totalsaneringsplaner bland annat för Gamla Borgå och Skatudden i Helsingfors (bägge 1832).
För det nya Vasa utarbetade Carl Axel Setterberg, som inflyttat från Sverige, 1855 en plan, som han uppföljde genom att även rita de flesta offentliga byggnaderna i en romantiserande stil. Nytt i förhållande till Åboplanen var det accentuerade esplanadsystemet som estetiskt element, de yppigt planterade brandgatorna, de fritt stående offentliga byggnaderna med sina omgivande parkanläggningar och de romantiserade strandparkerna, där strandlinjen fick bibehålla sin naturliga utsträckning. Den sociala differentieringen med tomtstorleken som måttstock är noga genomförd. Planen fick en viss betydelse på grund av att den ingick bland Albert Lindhagens berömda mönsterplaner från 1860-talet. Det rikssvenska inflytandet över stadsplaneringen strax före industrialismens genombrott på 1860-talet syns i Georg Theodor Chiewitz plan för Mariehamn (1859), där Adolf W. Edelsvärds idealstadsprinciper från samma år går igen. Chiewitz uppgjorde även planerna för Björneborg (1853) och Nystad (1855), där grönområden, regelbundna kvartersrutor, esplanader, fritt stående monumentalbyggnader inbäddade i grönska och representativa hamnanläggningar utgör de centrala inslagen.
Det industriella genombrottet efter 1860-talet medförde inte någon förbättring av kvaliteten i planeringsarbetet. Planeringen skedde nu allt oftare under ledning av ingenjörer. Tidigare principer för kvartersbildningen repeterades ofta schematiskt. Nya inslag i stadsbilden blev industri- och lagertomter samt bostadstomter för industriproletariatet i stadens utkanter. Ett exempel på detta är Ferdinand Öhmans stadsplan för Nurmes nya köping (1879). Det var inte ovanligt att fabrikernas och arbetarnas nya miljöer formades utan egentlig stadsplanering utanför stadens gränser, eller på industritomter, som schematiskt utstakades på lämpliga områden. I större städer blev resultatet okänsligt uppgjorda planer med synnerligen hög exploateringsgrad, som i planen för Skatudden i Helsingfors av ingenjör Herman Norrmén (1894).

## 1900-talets första decennier
Kring sekelskiftet 1900 skedde en plötslig förändring av stadsplaneringsideologin, inspirerad av österrikaren Camillo Sittes krav på en målerisk och konstnärlig utformning av stadsbilden. Lars Sonck och Valter Jung blev banérförare i Finland för de nya synpunkterna, som framlades i artikeln Modern vandalism; Helsingfors stadsplan. Den publicerades 1898 med bistånd av journalisten Guss Mattsson. De nya idéerna fick sitt genombrott i tävlingen om stadsplan för Tölö i Helsingfors (1899). Den medeltida hansastadens krokiga, stenhuskantade gator, pittoreska vyer, kontinuerliga gaturumsbildningar och ett medvetet utnyttjande av terrängförhållandena var drag i de prisbelönta planerna. Tölö stadsplan av Gustaf Nyström och Lars Sonck (1903) blev en kompromiss mellan konstnärliga ambitioner och ekonomiska realiteter; exploateringsgraden var alltför hög. Det romantiska villastadsidealet, som låg i tiden, fick sin utformning av Sonck, Armas Lindgren och Bertel Jung i stadsplanen för Villa-Eira (1906) i Helsingfors, som dock huvudsakligen realiserades med maskerade hyreskaserner.
Kring Helsingfors uppstod 1906–1907 ett flertal villastäder på privat initiativ, många i rent spekulationssyfte. Här utarbetade arkitekter småhus- och villastadsplaner enligt de nya romantiska principerna, till exempel Bocksbacka Ab (Birger Brunila 1908), Ab Parkstad-Wanda (Gustaf Strengell 1907), Alberga Ab (Sonck 1908) och Haga villastad (Sonck 1901). Konsekventast realiserades trädgårdsstadens principer i det överklassdominerade, helt privata Brändö villastad strax öster om Helsingfors. Soncks plan (1909) upptar ett känsligt mönster av samspel mellan villakvarter, flervåningshus och radhus, utstuderade gatuvyer och axiala utblickar mot viktiga landmärken i skärgården.
Ur dessa arbeten utkristalliserade sig den moderna stadsplaneringens principer. De fick sin utformning i de planer Eliel Saarinen uppgjorde för Munksnäs-Haga (1915), som ägdes av Ab M.G. Stenius; härvid gjorde sig engelsmannen Raymond Unwins idéer om trädgårdsstaden kraftigt påminda. Saarinens vision av det starkt expanderande Helsingfors utarbetades till en helhetsplan för den dåvarande staden, till vilken Munksnäs-Haga skulle anslutas med en tänkt befolkning på 170 000 personer år 1945. Planen uppföljdes av en ännu mera storartad helhetsplan för Stor-Helsingfors (Pro Helsingfors, 1918) av Saarinen, finansierad på privat initiativ. Helsingfors skulle utvecklas till en modern storstad med ett perifert pärlband av nya, relativt självständiga förstäder, förbundna med ett spårvägsnät. Helsingfors centrum föreslogs bli förnyat med en enhetlig, monumental citystruktur från Järnvägstorget till nuvarande Böle, dit den då knappt tio år gamla centralstationen skulle flyttas. Planen uppmärksammades även utomlands och bidrog till att ge Saarinen internationellt rykte.
Den strama klassicism som utmärkte arkitekturen på 1920-talet efter sekelskiftets romantiserande ideal framträdde mest särpräglat i stadsplanen för Kottby trädgårdsstad för industriarbetare, uppgjord av Birger Brunila och Otto-Iivari Meurman. Bebyggelsen planerades av Martti Välikangas. Även i centrumtävlingen för Helsingfors 1925 gavs prov på förfinad och förtätad urban stadsbyggnadskonst, i synnerhet i Hilding Ekelunds förslag med nyanserade vattenmotiv, framhävda enskilda byggnader och perspektiv.
Att funktionalismen på 1930-talet inte resulterade i många betydande stadsplaner berodde på att det ännu fanns gott om färdigt planerad mark både i och utanför städerna. Olympiabyn i Kottby fick en intressant funkisutformning, där Brunila och Ekelund (stadsplanen) samt Välikangas (byggnaderna) 1939–1940 åstadkom ett väl avvägt samspel mellan torr tallskog och känsligt utformade lamell- och tornbyggnader. Alvar Aaltos plan för Sunila Oy:s fabrikskomplex och bruksortsmiljö i Bärnäs (1935) är, i likhet med alla andra stadsplanearbeten av Aalto, ett totalverk av växelverkan mellan byggnader, stadsrum och natur.

## Efterkrigstiden
Efter andra världskriget dominerades stadsplaneringen av behovet att snabbt utstaka tomter för frontmannahus och för den evakuerade befolkningen från Karelen samt av återuppbyggnaden av den nedbrända bebyggelsen i Lappland. Alvar Aalto gjorde på 1940-talet upp regionplanen för Kumo älvdal och den så kallade renhornplanen med öppet byggnadssätt för Rovaniemi 1946. En kvalitativ förnyelse kan ses i utformningen av Hagalund i Esbo under ett allmännyttigt företags ledning. Energisk ledare för detta projekt var Heikki von Hertzen. Även här trädde stadsplanen från 1949 tillbaka för den helhet som bildades genom de enskilda husprojekterarnas samarbete. Byggnader av Aarne Ervi, Viljo Revell, Aulis Blomstedt och Markus Tavio (1950-talet) samt Aarno Ruusuvuori och Reima Pietilä (1960-talet) har skänkt orten internationellt rykte som en självständigt funktionerande trädgårdsstad, där den naturnära boendemiljön skapats i samspel mellan de förutsättningar industriell produktion, arkitektoniskt medveten formgivning och naturelementen erbjuder. Målsättningen att ge bebyggelsen en skulptural utformning i förhållande till landskapet, i förening med noggrant hänsynstagande till terrängförhållandena, karakteriserade många av förortsplanerna kring de större städerna. Samhällen av denna typ kallades föraktfullt "skogsförstäder" av den följande arkitektgenerationen, som under slutet av 1960-talet såg den industriella massproduktionen som en utmaning och en metod att "urbanisera" landet. Målet var att ersätta skogsförstäderna med en kontinentalare, tät urbanisering, där service och social samverkan blev honnörsord. Samtidigt ansåg man att de individualistiska dragen kombinerade med anspråksfull estetism, till exempel i Alvar Aaltos centrumplaner för Helsingfors av 1961 och 1964 samt i den reviderade planen av 1972, inte var tillräckligt samhällstillvända.
Den stora satsningen på vetenskapligt underbyggd urbanism under 1960-talet finns dokumenterad till exempel i stomplanen för Björkby strax norr om Helsingfors från 1968. Detta var ett stort upplagt teamarbete, där arkitekter, ingenjörer och ekonomer samarbetade för att skapa en ny stadshelhet. För Villmanstrand (Erkki Juutalainen 1964) och Östra Böle i Helsingfors (Reijo Jallinoja 1972) uppgjordes stadsplaner med nya city- och boendefunktioner i betong, där en strängt genomförd vertikal trafikseparering danade nya miljöinslag med biltrafik i gatuplanet och den lätta trafiken på fotgängardäck liksom även är fallet i Reso centrum invid Åbo.
Kritiken av den naturnära planeringen på 1950-talet resulterade även i en renässans för ett slags klassicistiskt rutstadsmönster, för både små- och flervåningshus. I Kortepohja invid Jyväskylä uppgjorde Bengt Lundsten (1964) en konsekvent stadsplan, som lämnade modell till senare rutstadsplaner. Modellen tillämpades bland annat på några snabbt framvuxna offentliga miljöer, till exempel Åbo studentby av Jan Söderlund och Erkki Valovirta (1969) och Uleåborgs universitet av Kari Virta (första pris i nordisk tävling 1968). Av de många förorter som fick en schematisk, rationell rutstadsplan på 1960- och 1970-talen anses Olars i Esbo höra till de mest lyckade. Stadsplaneringsarbetet och byggnaderna utfördes av Simo Järvinen och Eero Valjakka 1969–1973; resultatet blev en klassicistisk tegelarkitektur, samlad kring ett centralt fotgängarstråk, som väl utnyttjar en åsbildning i terrängen.
Vid slutet av 1960-talet och på 1970-talet genomfördes ett massivt stadsplaneringsarbete i form av generalplaner för Finlands stora och medelstora städer, en obligatorisk planform redan 1968. Olli Kivinen har gjort en stor insats inom Finlands moderna generalplanering både som professor i stadsplanering och som upphovsman till ett tjugotal generalplaner. Ett annat betydande arbetsfält på 1960-talet och i början av 1970-talet utgjorde nyplaneringen av den första industrialismens trähusområden, som kunde vara belägna nära eller t.o.m. mitt i stadskärnan. Snart sagt varje finländsk stad fick under denna tid totalsaneringsplaner, ofta med olyckliga följder ur miljösynvinkel. Reaktionen mot denna nyanslösa nyplanering resulterade i "bevarande" stadsplaner för sanering och modernisering, ibland kombinerade med kompletterande bebyggelse. Det första exemplet var Trä-Kottby (1971) i Helsingfors, där rivningsplanerna inställdes och ersattes med en bevarande sanering. Planeringen har vanligtvis ombesörjts av kommunala myndigheter i samråd eller i konflikt med organisationer, som representerar områdets invånare. Numera har en vidlyftig förnyelse enligt bevarande stadsplaner ägt rum i ett femtiotal större bostadsområden över hela landet. Även äldre stadshelheter har fått bevarande saneringsplaner, till exempel Gamla staden i Borgå, Ekenäs och Raumo. För hela innerstaden i Helsingfors uppgjordes 1976 en generalplan i syfte att motverka kontoriseringen och bevara miljön. Den första systematiska planen för en förnyelse av närmiljön i områden med flervåningshus, som gick ut på att bevara och i viss mån komplettera den äldre bebyggelsen, uppgjordes för Skatudden 1980.
På 1970-talet framfördes kritik mot det föregående decenniets urbaniseringssträvanden. De ansågs leda till omänskliga och stereotypa miljöer, där själva stadsrummet dessutom blev oklart och slumpmässigt. Det gällde både utformningen av byggnaderna och själva planeringen av de nya områdena, såväl i som utanför den traditionella stadsbebyggelsen. Stadsplanen för Skatuddens spets (1976), av Vilhelm Helander, Pekka Pakkala och Mikael Sundman, uppvisar en återgång till traditionella urbana element, karaktäristiska för städer med stenhusbebyggelse: slutna kvarter, ett slutet torg, arkader, gränder, allt med en stark betoning av det offentliga stadsrummets detaljerade utformning. Några år tidigare hade Esbo stadsplaneringskontor (Bror Söderman 1970) uppgjort en ambitiös plan för Stensvik i Esbo. Denna förort innefattar sådana formellt intressanta element som halvcirkelformade terrasshus med fokus i vattenytan utanför strandlinjen; dessutom har bebyggelsen bevarat vissa drag av den säkra kontakten med landskapet i de bästa projekten från 1950- och 1960-talen. I slutet av 1970- och början av 1980-talet har Helsingfors stadsplaneringskontor uppgjort flera intressanta stadsplaner, bland annat för Västra Böle (1979), där ett mångsidigt och tätt urbant mönster koncentrerats kring tre monumentalt utformade platser. Dessutom har stadens kommunala bostadsproduktionsbyrå uppfört flera småhusområden av hög kvalitet, bland annat Kånala småhusområde (Timo Vormala 1978), de låga flervåningshusen i Bocksbacka (Eric Adlercreutz 1978) och Skomakarböle småhusområde (Timo Vormala 1977). För Alberga i Esbo planerades 1981 (Jyrki Tasa, Raimo Nurmela och Kari Raimoranta) ett likartat småhusområde för den sociala bostadsproduktionen.
Den postmodernistiska strömningen inom arkitektur och stadsplanering fick endast ett betydande exempel i Finland med Lillhoplax nya stadsdel i huvudstaden (plan 1986, byggd 1989-2007). Där paras en arkitektonisk lekfullhet och rumslig mångfald med traditionella urbana teman som torg, arkader, slutna rum, blickfång, esplanader med medvetet motställda former som högt och lågt, rakt och böjt, regelbundet och irreguljärt.

## På senare år
Efter den långa perioden av förortsbyggande och rivning i centrum från 1950-talet har man i de flesta städer omplanerat centrum för att reparera tidigare gjorda misstag och för att råda bot på personbilstrafikens eroderande effekter. Samtidigt har stadsplaneringen i landets städer sett centrum som ekonomiskt betydelsefullt och som alternativ till bilförsörjda stormarknader i periferin. Gågator, underjordisk parkering, bilfria torg och effektiverad kollektivtrafik har varit standardlösningar med särskilt danska förebilder. Samtidigt har den ekonomiska utvecklingen lett till att industri, lager och hamnar sökt sig till nya platser utanför centrum. Detta kombinerat med att centralt och vattennära boende blivit allt mera attraktivt har lett till många högklassiga omdaningar i central miljö. Som exempel kan nämnas Aura ås stränder mellan domkyrkan och slottet i Åbo, Finlaysons och Tampellas fabriksområden i Tammerfors, Meritulli och Toppilansaari i Uleåborg och Ankkurinranta i Lahtis. I Helsingfors har dessa omvandlingar många betydande exempel; Gräsvikens rutnätsplan (plan 1987, byggt 1989–2005) är uppbyggd kring en central kanal, Hertonäs strand (plan 1991, byggt 1993–2007) har en oktogonal grundplan, Arabiastranden (plan 1996, byggt 1999–2011) markerar landskapets och kvarterens nära förhållande. I alla dessa fall kombineras gammalt med nytt och offentliga strandpromenader har en viktig position. Denna utveckling fortgår i Helsingfors att i mycket stor omfattning efter att Västra hamnen, Sörnäs hamn och Böle rangeringsbangård frilagts av den 2008 öppnade nya Nordsjö hamn. Sammantaget utgör dessa projekt den genom tiderna största utbyggnaden av centrala områden i Finland.